# Karl Etzel
Karl Etzel (Karl von Etzel, Carl Etzel) (Stuttgart, 1812. január 6. – Kemmelbach és Ybbs között, utazás közben, 1865. május 2.) osztrák vasútépítő mérnök, építész. Számos híres vasútvonal, alagút és völgyhíd tervezője.

## Élete, munkássága
Apja, Gottlieb Christian Eberhard von Etzel stuttgarti építész, várostervező. A fiatal Etzel 1831–1835 között Nikolaus Friedrich von Thouret mellett tanult építészetet. 1835-től vasútépítéseknél dolgozott Franciaországban, így a Párizs–Saint-Germain-vasútvonal, valamint az asnièresi Szajna-híd építésében vett részt. 1837-ben a versailles-i vasút főmérnöke lett.
1840-ben Bécsbe települt át, ahol több épületet tervezett és épített. 1843-ban Württemberg főépítészévé nevezték ki, majd az első európai hegyvidéki vasútvonal, az 1846. szeptember 26-án megnyitott württembergi vasút tervezésével bízták meg, az ő tervei alapján készült el a stuttgarti főpályaudvar első felvételi épülete is.
1853-tól a Schweizerischen Centralbahn Gesellschaft (magyarul Svájci Központi Vasúttársaság) építésvezetője lett, ahol többek között a Bázel–Olten-vasútvonal alagútjainak építésében vett részt, a nevéhez fűződik a világ első félköríves alagútjának építése is.
1857-ben újra Bécsbe költözik, a főváros főépítészeként tervezte meg a Déli Vasúttársaság budai állomásépületét, a Budai indóházat (a mai Déli pályaudvar első felvételi épületét), valamint a Bécs–Trieszt-vasútvonal legtöbb hídját.
Leghíresebb munkája, az ausztriai Innsbruckot az olaszországi Veronával összekötő Brenner-vasútvonal legnehezebb, hegyvidéki vonalszakaszának építése. A munkát 1864-ben kezdte el, ám ez év november 13-án történt szélütése után rövidesen felmentését kérte. A vasútvonal 1867-es megnyitását már nem élte meg, a pihenésre vonult Etzel második agyvérzése végzetes volt.

## Fordítás
- Ez a szócikk részben vagy egészben  a   Karl Etzel című német Wikipédia-szócikk fordításán alapul.  Az eredeti cikk szerkesztőit annak laptörténete sorolja fel. Ez a jelzés csupán a megfogalmazás eredetét és a szerzői jogokat jelzi, nem szolgál a cikkben szereplő információk forrásmegjelöléseként.